# رايموند روك
رايموند روك هو سياسي كندي، ولد في 1 أكتوبر 1922 في مونتريال في كندا، وتوفي في 22 يناير 2016 في ساوث غلينغاري في كندا. حزبياً، نشط في الحزب الليبرالي الكندي والحزب الكندي التقدمي المحافظ. وقد انتخب عضو مجلس العموم الكندي.